# Šťovík menší

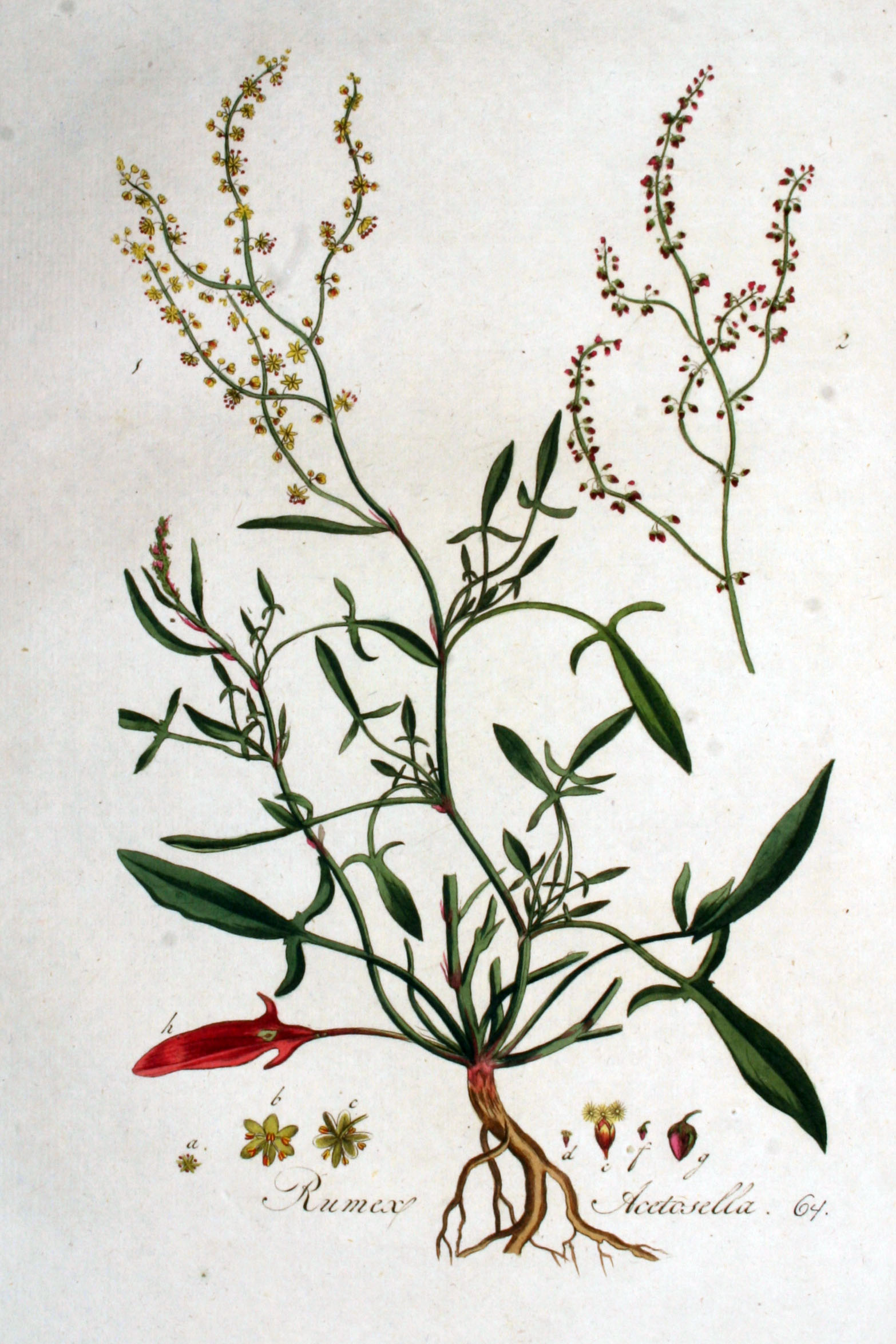
Zobrazení šťovíku menšího

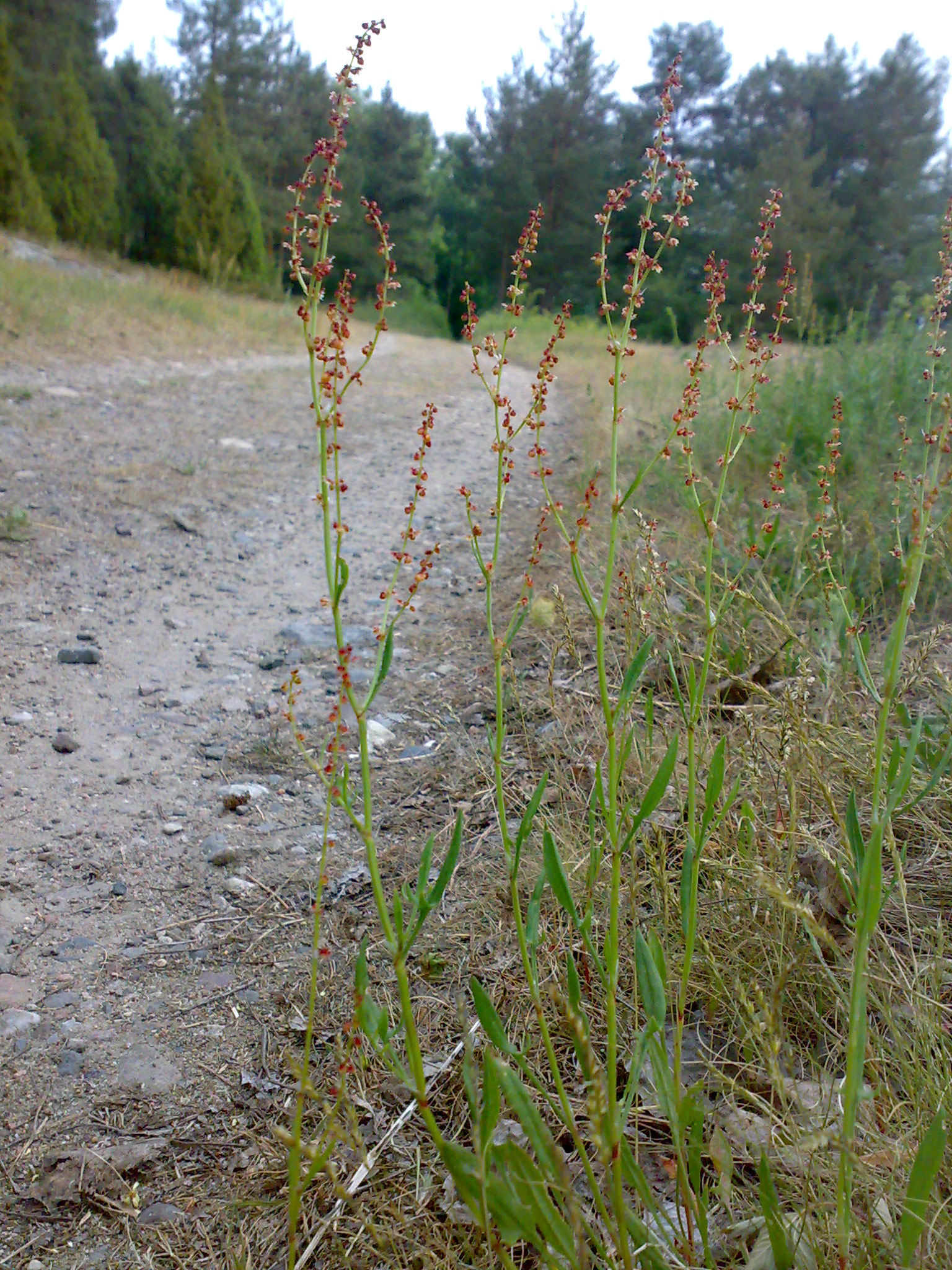
Šťovík menší v krajině

Šťovík menší (Rumex acetosella) je nevysoká, vytrvalá, dvoudomá bylina, hojně rozšířený druh rodu šťovík. Není náročný na přírodní podmínky a stal se, hlavně v oblastech kam byl zavlečen, velice nepopulárním plevelem.

## Rozšíření
Rostlina je rozšířena po celé Evropě, od Britských ostrovů na západě až po Ural a Kavkaz na východě a dále v Kazachstánu, severní Číně a po celé Sibiři až na ruský Dálný východ. Na jihu se vyskytuje v Turecku a přes Blízký východ až po Írán a severní oblasti Indie. Druhotně se rozšířila až na východ Asie a sever Afriky. Později byla se semeny různých plodin zavlečena do Austrálie i na Nový Zéland a ostrovy Oceánie a po objevení Ameriky se dostala téměř na celé její území. Vyskytuje se ve většině zemědělských oblastí s výjimkou rovníkových oblastí. V České republice je šťovík menší hojný od nížin až do horských poloh.

## Ekologie
Vyskytuje se na slunných místech, jako plevel na polích a pastvinách, úhorech, rašeliništích, ve světlých lesích, obsazuje kamenité stráně, různé skládky sutě, náspy a okraje cest. Vyhledává písčité, málo úrodné půdy, které mohou být po delší čas i suché, neobsahují hodně dusíku a hlavně mají málo vápníku; za těchto nepříznivých podmínek dokáže konkurovat i mohutnějším rostlinám. Je považován za indikátor neúživných, kyselých a propustných půd, toleruje v půdě vysoký obsah niklu. Objevuje se až do nadmořské výšky 1800 m.
S nástupem chladného, zimního období nadzemní lodyhy usychají. Po zimě vyrážejí z kořenů pupeny a z nich nejdříve rostou listové růžice. 

## Popis
Vytrvalá, dvoudomá bylina s jednou nebo více lodyhami 10 až 30 cm dlouhými, které vyrůstají z plazivých, mělce uložených, rozvětvených kořenů. Lodyha je přímá či vystoupavá, jednoduchá nebo již na bázi či výše rozvětvená, čtyřhranná, rýhovaná, často červenavě naběhlá a počíná v listové růžici až 15 cm velké, která je tvořena řapíkatými listy. Jejich hrálovité čepele jsou dlouhé 2 až 6 cm a široké 0,5 až 2 cm, primární lalok je vejčitě kopinatý s ostrým vrcholem, dva sekundární laloky ve spodní části primárního jsou mnohem menší a většinou směřují ven a dávají tak listu šípovitý vzhled. Lodyžní listy jsou menší a směrem výše se ještě zmenšují, též se jim krátí řapíky a stávají se přisedlými. Blanité palisty jsou modifikované do nahnědlé třepící se botky.
Koncové, bezlistenné, latnaté květenství, ve spodní části poměrně volné, zabírá až 2/3 lodyhy. Je tvořeno krátkými větvičkami, na kterých na 2 mm stopkách vyrůstají v pěti až osmičetných přeslenech jednopohlavné květy, Mají červená až nažloutlá, šestičetná okvětí ve dvou trojčetných kruzích, jejich plátky jsou velké 1 až 1,5 mm. Samčí květ obsahuje šest tyčinek s krátkými nitkami a žlutými až nahnědlými prašník]y, samičí květ má semeník s jedním vajíčkem a tři čnělky se štětičkovitými bliznami. Kvetou v červnu a červenci a opylovány jsou větrem, u některých rostlin dochází i k apomixii.
Z opyleného květu vzniká jeden plod, asi 1,5 mm velká, lesklá, široce vejčitá, tříhranná, tmavohnědá, jednosemenná nažka pevně obalená v krovkách bez mozolků. Semena (nažky) jsou bez speciální pomůcky pro dálkové rozptýlení a na nevelké vzdálenosti jsou roznášena větrem, vodou, mravenci nebo v zažívacím traktu dobytka. Jsou také šířena lidskou činností, nářadím, siláži, půdou nebo nečištěným osivem. Jedna rostlina zplodí až 2500 nažek.

## Rozmnožování
Vytrvalá rostlina rozmnožující se semeny nebo pupeny rašícími ze silně se rozrůstajících vodorovných kořenů. Z pupenů vznikají nové rostliny s vlastními kořeny a vytvářejí se tak husté kolonie. Rostlina nemá oddenky a z odlomku kořene jen málokdy vyroste nová rostlina.
Semeny se rozmnožuje méně, nejčastěji na místech, kde není půda alespoň dva roky narušována, aby rostlinka stačila dobře zakořenit. Semena mají životnost minimálně pět let, neklíčí však z hloubky nad 6 cm, optimální teplota pro klíčení je 17 až 30 °C. Nové semenáče se objevují po celé jaro, léto i podzim, ke klíčení bývají semena povzbuzena i náhlým zvýšením slunečního svitu, např. po pokosení louky; prvým rokem většinou nevytvářejí květonosnou lodyhu. Jedinci vzniklí ze semen se dál mohou na stejné místě vegetativně rozmnožovat po dobu nejméně 15 až 20 roků. Obvykle se objevují mezi prvními rostlinami na místech postižených požárem nebo po odstranění svrchní vrstvy půdy.

## Taxonomie
Šťovík menší může být diploidní, tetraploidní, hexaploidní nebo oktoploidní rostlinou s chromozomovými čísly 2n = 14, 28, 42 nebo 56. Je též po morfologické stránce velice variabilní a zahrnuje velké množství genotypů, původně asi zeměpisného původu, které se nyní místně prolínají. V české přírodě jsou rozeznávány čtyři poddruhy:
- Šťovík menší pravý (Rumex acetosella L. subsp. acetosella)
- Šťovík menší dřípený (Rumex acetosella L. subsp. multifidus (L.) Arcang.)
- Šťovík menší tenkolistý (Rumex acetosella L. subsp. tenuifolius (Wallr.) Hadač et Hašek)
- Šťovík menší krytoplodý (Rumex acetosella L. subsp. pyrenaicus (Pourr.) Akeroyd)

Prvé tři poddruhy, šťovík menší pravý, š. m. dřípený a š. m. tenkolistý, se liší hlavně tvarem listů, šťovík menší krytoplodý se odlišuje pevně srostlými nažkami s krovky.

## Význam
Je plevelem škodícím nejvíce na loukách s vytrvalými pícninami nebo na pastvinách, kde vytváří celé kolonie odčerpávající užitkovým rostlinám vodu i živiny a svou přítomnosti silně znehodnocuje píci. Z dobytku snad neškodí jen ovcím, u krav způsobuje průjmy, snižuje produkci mléka a způsobuje brzké zrážení mléka. Rostlina po posečení nebo spasení se velmi rychle zotaví a vypouští nové lodyhy, navíc má velkou zásobu spolehlivě klíčících semen v půdní bance. Nejvíce škodí v oblastech kde je nepůvodní, například v Austrálii je považována za jeden z nejhojnějších a nejškodlivějších plevelů.
Vyskytuje se i v zahradách, na vinicích i okrasných pozemcích, kde však působí minimální škodu. Na orné půdě se likviduje poměrně snadno, obvykle stačí hluboká orba a důkladné povápnění pozemku provázené dusíkatým hnojením. Ve středoevropských podmínkách je považován za plevel málo škodlivý.
Semena i mladé listy slouží jako potrava některým ptákům, hlavně bažantovitým (bažanti, krocani, tetřevi, křepelky) a výhradně semena pěvcům (např. vrabci, skřivani, strnadi). Kořeny, listy i semena pak při nedostatku jiné potravy poslouží jako obživa také menším savcům, např. králíkům, hrabošům, křečkům atd. Šťovík menší je také živnou rostlinou housenek motýla ohniváčka černokřídlého (Lycaena phlaeas), celosvětově pak pro asi dalších 30 méně známých motýlích druhů.
Mladé listy se někdy používají do jarních salátů. V listech i lodyhách je obsažena kyselina šťavelová, která způsobuje jejich kyselou chuť a při malém množství osvěžuje, ale při větším nepříznivě působí na ledviny, zvláště u lidí s ledvinovými kameny.

## Galerie

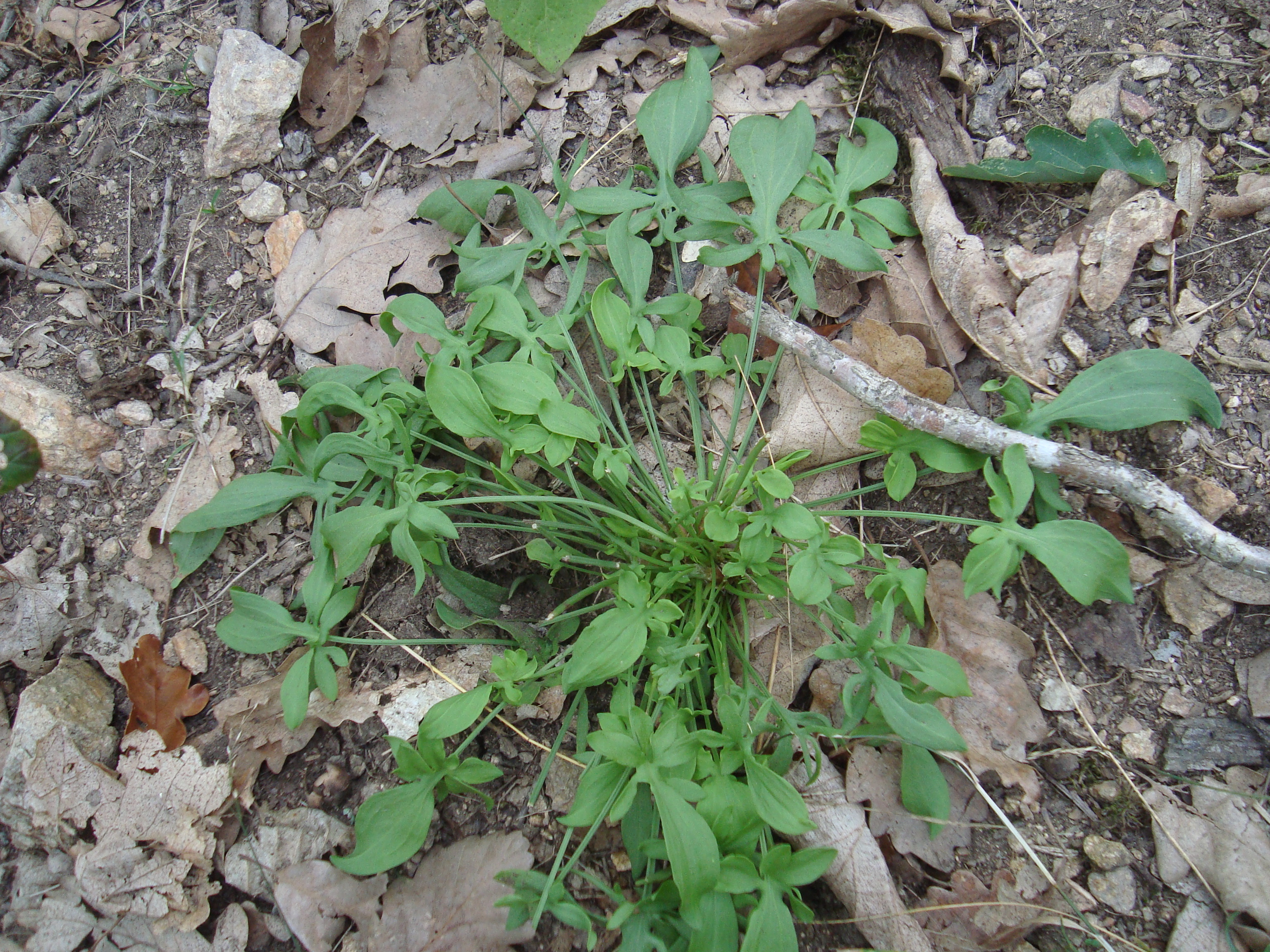
Listová růžice
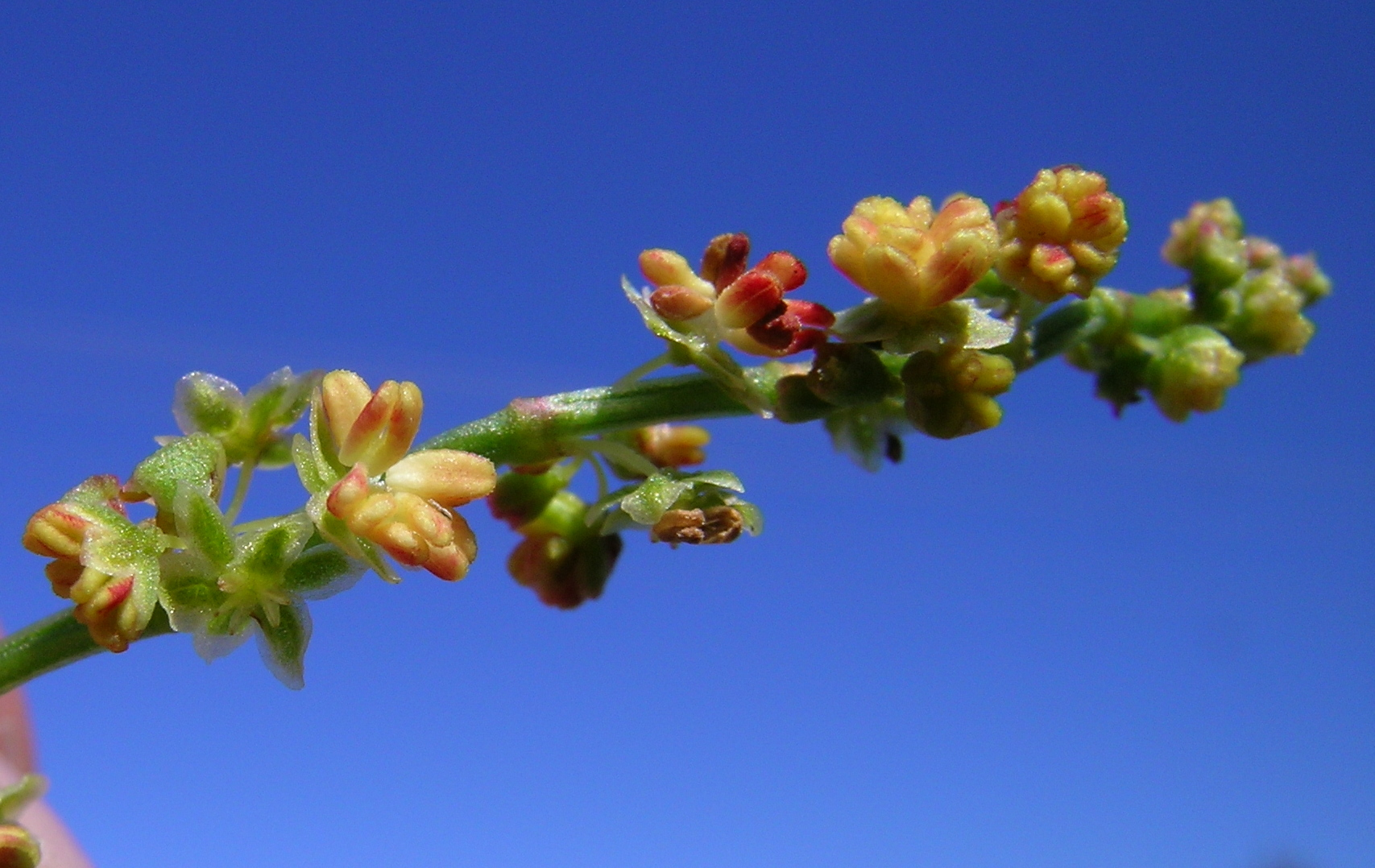
Samčí květy
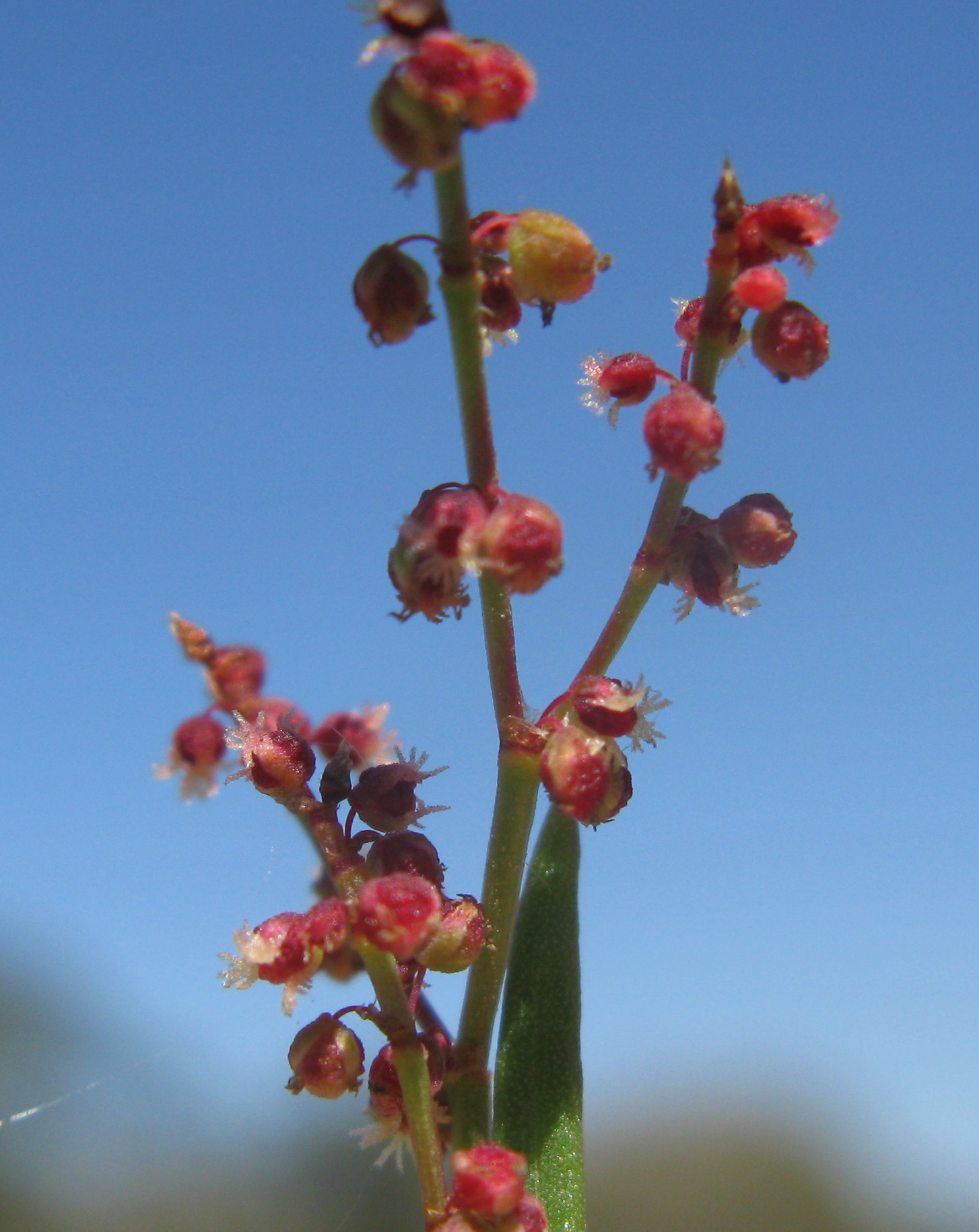
Samičí květy
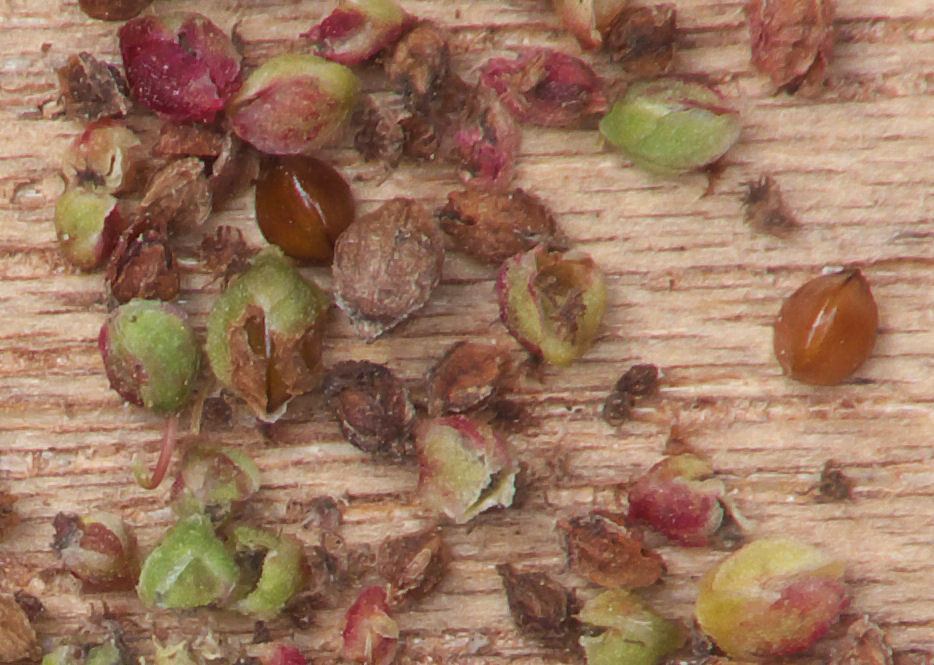
Plody